# Cerealias

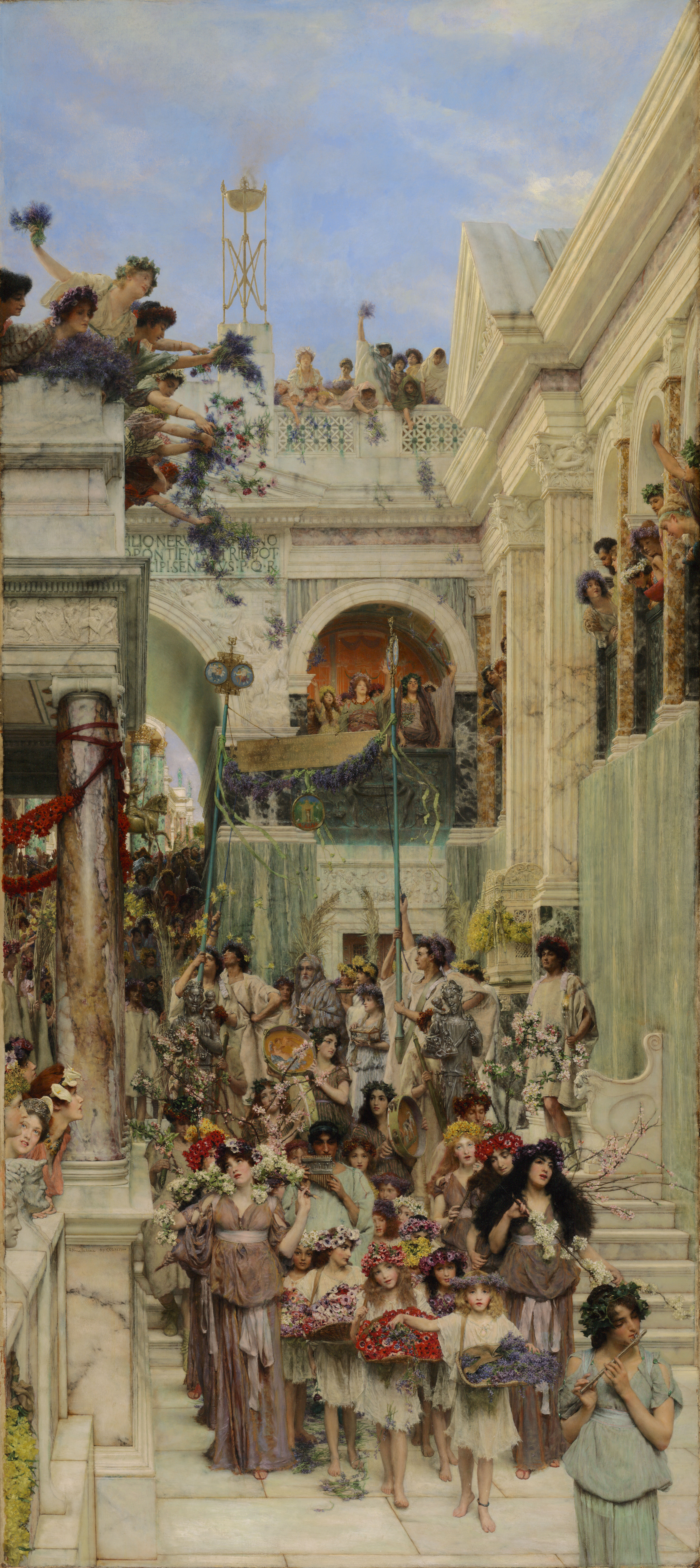
Cuadro Spring (Primavera) (1894) de Lawrence Alma-Tadema, que muestra las Cerealias en una calle romana (J. Paul Getty Museum)

Las Cerealias, en la religión de la Antigua Roma, eran las mayores fiestas celebradas en honor de la diosa del grano Ceres. Se llevaban a cabo durante siete días, de mediados a finales de abril, aunque las fechas exactas son inciertas.
Es probable que estas fiestas populares fuesen establecidas ya en el período de la monarquía romana. Su carácter arcaico así lo indica, con un ritual nocturno descrito por Ovidio, con antorchas encendidas atadas a las colas de zorros vivos, que eran liberados en el Circo Máximo. El origen y propósito de este ritual son desconocidos. Puede haber tenido una intención de limpiar los cultivos y protegerlos de enfermedades y plagas, o bien, para añadir calidez y vitalidad a su crecimiento. Ovidio ofrece una explicación etiológica cuando describe que hace mucho tiempo, en la antigua Carleoli, un chico de una granja atrapó un zorro que robaba gallinas y trató de quemarlo vivo. El zorro se escapó, en llamas, y en su huida incendió los campos y sus cultivos, que eran consagrados a Ceres. Desde entonces, los zorros son castigados en estas fiestas.
Como parte integral de estas fiestas, se celebraban los Ludi Cereales o "Juegos de Ceres"  en el Circo Máximo. Ovidio menciona que la búsqueda de Ceres a su hija perdida, Proserpina estaba representada por mujeres con blancos vestidos, que marchaban con antorchas encendidas.
Durante la época republicana, las Cerealias eran organizadas por los ediles plebeyos, puesto que Ceres era una de las deidades patronas de la plebe. Las fiestas incluían ludi circenses, "juegos de circo", que se abrían con una carrera de carros en el Circo Máximo, con un punto de partida justo debajo del Templo de Ceres, Liber y Libera en el Aventino.  Es probable que existiese una antigua conexión entre Ceres, como diosa de la cosecha de granos y Consus, dios del almacenamiento del grano y patrón del circo. 
Después de alrededor del 175 a. C., las Cerealias incluyeron ludi scaenici, representaciones teatrales, que tenían lugar entre el 12 y el 18 de abril. Al edil plebeyo Cayo Memmio se le atribuye la primera puesta en escena de estos ludi scaenici. También se distribuyó una nueva moneda conmemorativa, un denario en honor de este evento. Sus innovaciones le llevaron a afirmar que había presentado "las primeras Cerealias".